# Marysia Starosta
Marysia Starosta (Varsavia, 19 marzo 1981) è una cantante polacca.

## Biografia
Diplomata in pianoforte, Marysia Starosta ha pubblicato il suo album di debutto, Maryland, nel 2008, ma è salita alla ribalta solo nel 2011, anno in cui ha iniziato a collaborare con il rapper Sokół. Il loro album collaborativo, Czysta brudna prawda, ha raggiunto il 4º posto nella classifica polacca ed è stato certificato disco di platino dalla Związek Producentów Audio-Video con oltre 30 000 copie vendute a livello nazionale.
Disco di platino è anche il loro secondo album, Czarna biała magia, che ha debuttato in vetta alla classifica nazionale nel dicembre del 2013. Il progetto ha ottenuto una candidatura per il miglior album hip hop dell'anno ai premi Fryderyk del 2015, il principale riconoscimento musicale polacco.
Nel 2018 è uscito il secondo album come solista di Marysia Starosta, intitolato Ślubu nie będzie, che ha raggiunto il 45º posto in classifica e che le ha fruttato la sua seconda candidatura ai Fryderyk, questa volta per il miglior album di musica alternativa.

## Discografia

### Album in studio
- 2008 – Maryland
- 2011 – Czysta brudna prawda (con Sokół)
- 2013 – Czarna biała magia (con Sokół)
- 2018 – Ślubu nie będzie

### Singoli
- 2008 – Nie ma nas
- 2009 – Taka miłość
- 2009 – Czas zmienił wszystko
- 2011 – Sztruks (con Sokół)
- 2011 – Reset (con Sokół)
- 2012 – Myśl pozytywnie (con Sokół)
- 2012 – W sercu (con Sokół)
- 2013 – Wyblakłe myśli (con Sokół)
- 2014 – Zepsute miasto (con Sokół)
- 2015 – Każdy dzień
- 2018 – Dlatego
- 2018 – Hibiskus
- 2019 – Sama
- 2019 – Nie